# هيرمان فولكس جونيور
هيرمان فولكس جونيور (بالإنجليزية: Herman Fowlkes, Jr.)‏ هو عازف جاز أمريكي، ولد في 21 سبتمبر 1919، وتوفي في 3 أبريل 1993.